# Wasserturm Friedberg (Bayern)

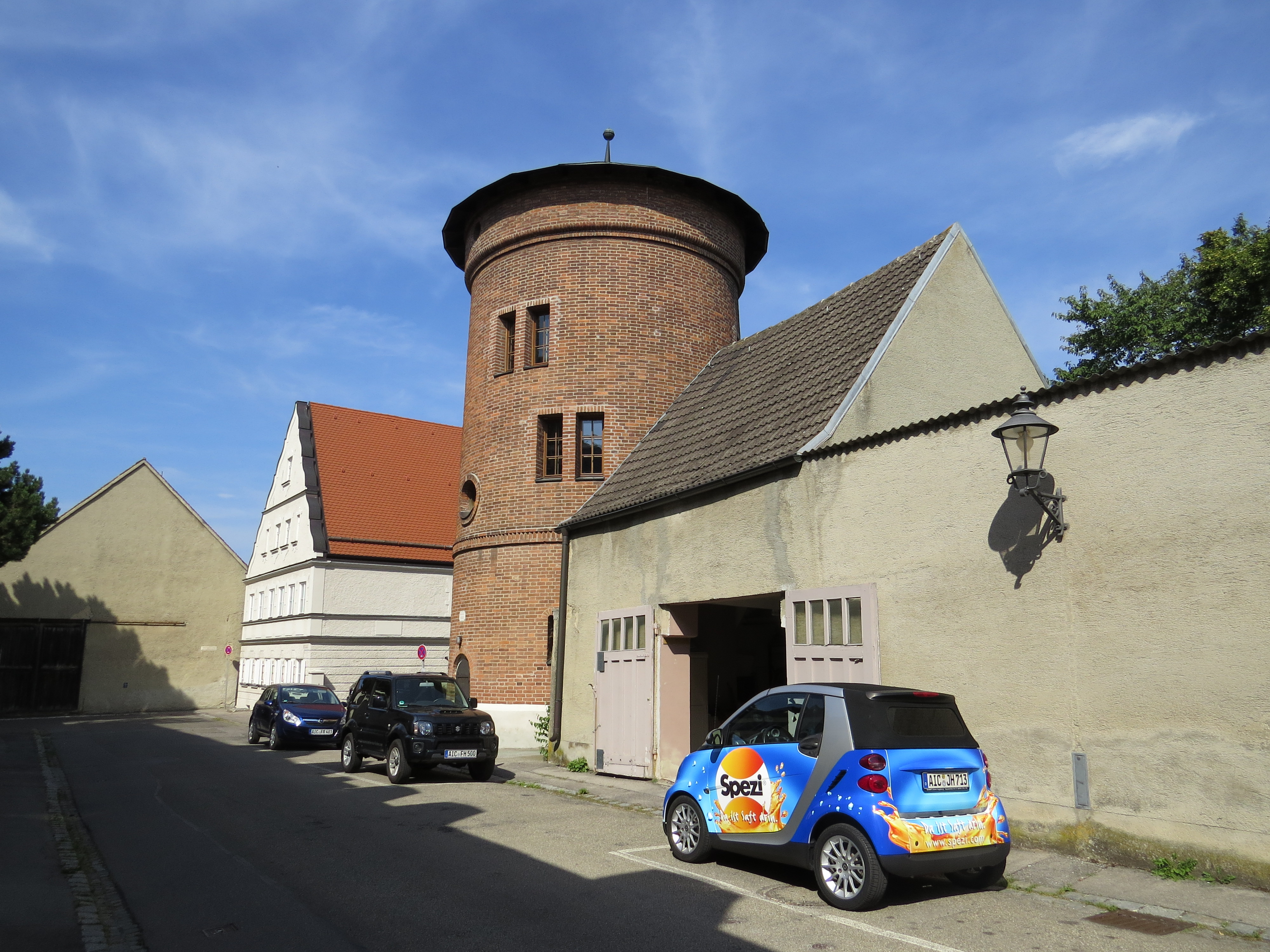
Ehemaliger Wasserturm in Friedberg

Der Wasserturm in Friedberg, einer Stadt im schwäbischen Landkreis Aichach-Friedberg in Bayern, wurde 1888/89 errichtet. Der ehemalige Wasserturm mit der Adresse Jesuitengasse 5 ist ein geschütztes Baudenkmal.
Der runde Backsteinturm mit Zahnschnittfries hat den Charakter eines Befestigungsturmes. Er hatte ein Fassungsvermögen von 226 Kubikmetern.
Im Jahr 1984 wurde im umgebauten Wasserturm ein Architekturbüro eingerichtet.